# Ius commercii
Lo ius commercii era una prerogativa conferita fin dalla nascita ai soli cittadini romani per il libero commercio nell'Antica Roma, ovvero costituiva la capacità svolgere l'attività commerciale, utilizzando gli atti librali tipici dello ius civile da compiersi per aes et libram. I commercianti disponevano altresì della tutela delle legis actiones.
Il commercium poteva essere svolto anche da cittadini stranieri (in molti casi lo ius commercii veniva concesso ai Latini).
La prerogativa dello ius commercii venne abolita dalla Constitutio Antoniniana emanata nel 212 d.C. dall'imperatore Caracalla, il quale concesse la cittadinanza romana (e i relativi diritti) indistintamente a tutti gli abitanti dell'Impero romano.